# 가는 해 오는 해

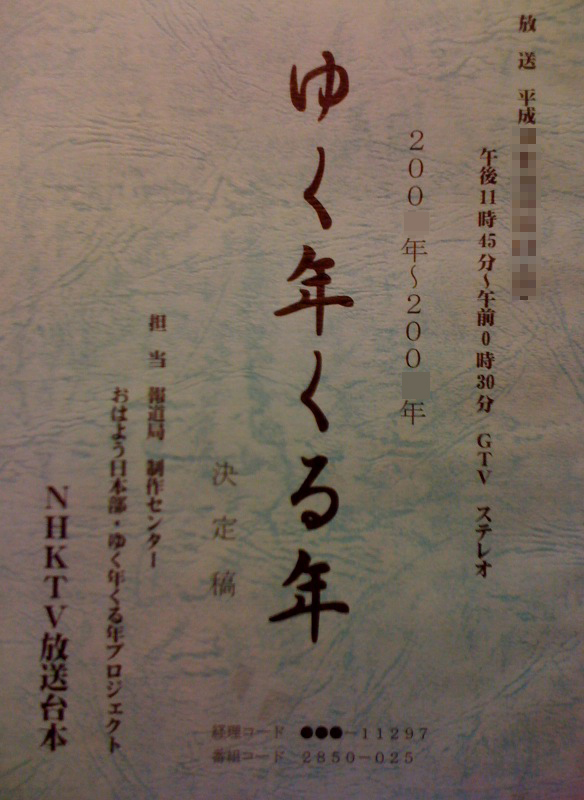
가는해 오는해 방송 책자

《가는 해 오는 해》(일본어: ゆく年くる年)는 일본의 NHK에서 제작 · 방송하는 매년 12월 31일부터 1월 1일까지 연말 실황 중계 프로그램이다.

## 명소

### 1990년대
| 년도        | 명소 이름 | 비고 |
| ----------- | --------- | ---- |
| 1999-2000년 | NHK 홀    |      |

### 2000년대
| 년도      | 명소 이름 | 비고 |
| --------- | --- | ---- |
| 2000-01년 | 일본 과학 미래관 |      |
| 2001-02년 | 요코하마 국제 종합경기장 / 가마쿠라 / 하세데라 / 우라카미 천주당 |      |
| 2003-04년 | 곤고부지 / 센소지 / 아사히케사마 신사 / 후루사토긴가선 · 리쿠베츠 역 / 쇼코지 / 신타그마 광장( 그리스) / 이와토 신사 / 야쿠오지 / 오오토시 신                                                                                      |      |
| 2004-05년 | 죠케이인 / 이쓰쿠시마 신사 / 우스키 석불 / 헤이안진구 / 2005년 세계 박람회 (아이치현) / 메이지진구 / 고토히라구 / 모츠지 / 이이나리 신사 / 미야기구장 / 안파라( 스리랑카) / 바그다드( 이라크) / 1.17 희망의 불빛 / 서울( 대한민국) |      |
| 2005-06년 | 도코로정 컬링홀 / 데와산잔 신사 / 사이타마 스타디움 2002 / 도쿄만 해상교통센터 / 에비스 신사 / 도요가와 이나리 / 히에잔 엔락쿠지 / 야쿠시사 / 세계평화기념성당 / 치쿠린사 / 시바이쓰쿠시마 신사                                    |      |
| 2006-07년 | 우바가미다이진구 / 오히타하치만구 / 간죠지 / 시바마다 다이사쿠텐 / 호묘지 / 이세진구게쿠 / 지온인 / 하시쿠라사 / 고묘지 / 다케토미섬                                                                                               |      |
| 2007-08년 | 유바리 신사 / 주손사 / 센소지 / 세사당 / 묘젠지 / 뵤도인 호오도 / 하세데라 / 사이코 쿠지 / 이와야지 / 가톨릭 나카마치 교회 / 누마타 신사                                                                                           |      |
| 2008-09년 | 누마타 신사 / 카라마츠 신사 / 쌍림사 / 나리타산신쇼사 / 아카렌가 창고 / 즈이류지 / 기요미즈데라 / 미호 신사 / 젠츠지 / 칸제온지 |      |
| 2009-10년 | 지온지 / 초고손시사 / 조죠지 / 후타고사 / 죠우부 / 다문원 / 묘곤지 / 가부키자 / 시오에텐만구 / 묘조지 |      |

### 2010년대
| 년도      | 명소 이름 | 비고 |
| --------- | --- | ---- |
| 2010-11년 | 치온지 / 치온인 / 도쿄 스카이트리 / 나리타 국제공항 / 나카야마데라 / 하쿠토 신사 / 시라히게 신사 / 츠가루 철도 / 도잔 신사 / 무가와 신사 / 서울 ( 대한민국) / 이토시의 해저 / 산바소 마요시              |      |
| 2011-12년 | 니세코스키 장 / 추손지 / 소마오타 신사 / 도쿄 스카이트리 제1전망대 / 야마시타 공원 / 닛세키지 / 도다이지 / 유신지 / 이시테지 / 나미노 우에 / 웸블리 스타디움 ( 영국 런던)                                |      |
| 2012-13년 | 소야 미사키 / 보문사 / 오사키하치만구 / 초후쿠지 / 쓰루가오카 / 하치만구 / 사이온지온천 / 미세신궁 / 청수사 / 스가 신사 / 고오 신사 / 야바케이(아오노도몬)                                               |      |
| 2013-14년 | 우타노보리하치만 신사 / 도코로 컬링홀 / 강안사 / 도쿠모토지 / 오나하마스와 신사 / 조조지 / 카이츄지 / 기타구치 혼쿠후지 / 센겐 신사 /도쇼다이지 /출운대사 /이와모토지 /모지코 레트로                     |      |
| 2014-15년 | 곤고부지, 야쿠오지, 센소지, 온타케미타케신사, 동경사, 기치조지 / 엔교지 / 도야마역 / 오쿠라 고베 옥상 라이브카메라 / 구마노 신사 / 고도히라 신사 / 우리카미 천주당 / 평화공원                            |      |
| 2015-16년 | 에이헤이지 / 이세신궁 / 호코쿠지 / 가미노야마 하치만구 / 마쓰에성 / 엔교지 / 히에잔 엔락쿠지 / 도고온천 / 이마에몽혼가마 / 이즈미야마지세키바 / 신하코다테호쿠토역 / 올림픽공원 ( 브라질 리우데자네이루) |      |
| 2016-17년 | 지조우인 / 카스가 다야샤 신사 / 미나미 후라노 신사 / 젠쓰지 / 신주쿠 버스터미널 / 뵤도인 호오도 / 고베항 / 가토 신사 / 게스트 하우스 Pongyi / 야마쓰미 신사 / 이츠쿠시마 신사                            |      |
| 2017-18년 | 묘겐지 / 구마노 다이샤 / 가와사키 다이시 헤이켄지 / 야사카 신사 / 누마타 신사 / 난린지 / 와닷미 신사 / 우즈이역 / 평창 올림픽 스타디움( 대한민국 평창)                                                   |      |
| 2018-19년 | 아쓰마 신사 / 코센지 / 쿠사츠 코센지 / 도쿄 스카이 트리 / 시부야 스크램블 교차로 / 도쿄 국제공항 / 고후쿠지 / 켄후지 / 다이죠지 / 오키나와 평화기념당                                                    |      |
| 2019-20년 | |      |

## 사회자
| 년도        | 사회자 이름                                 | 촬영 장소       | 비고                               |
| ----------- | ------------------------------------------- | --------------- | ---------------------------------- |
| 1999-2000년 | 미야케 타미오(남성 / 단독)                  |                 |                                    |
| 2000-01년   | 미야케 타미오(남성 / 단독)                  |                 |                                    |
| 2001-02년   | 수머더 코우이치(남성) 아오야마 유우코(여성) |                 |                                    |
| 2002-03년   | 카키누마 카쿠(남성 / 단독)                  |                 |                                    |
| 2003-04년   | 미야케 타미오(남성) 타카하시 미스즈(여성)   |                 |                                    |
| 2004-05년   | 노무라 마사이쿠(남성) 타카하시 미스즈(여성) |                 |                                    |
| 2005-06년   | 해당자 없음                                 |                 |                                    |
| 2006-07년   | 마츠오 츠요시(남성) 슈도 나치코(여성)       |                 |                                    |
| 2007-08년   | 마츠오 츠요시(남성) 슈도 나치코(여성)       |                 |                                    |
| 2008-09년   | 아베 와타루(남성) 시마즈 유리코(여성)       |                 |                                    |
| 2009-10년   | 모리모토 타케시케(남성) 시마즈 유리코(여성) |                 |                                    |
| 2010-11년   | 모리모토 타케시케(남성 / 단독)              |                 |                                    |
| 2011-12년   | 모리모토 타케시케(남성) 스즈키 나오코(여성) |                 |                                    |
| 2012-13년   | 다카세 코조(남성) 스즈키 나오코(여성)       |                 |                                    |
| 2013-14년   | 다카세 코조(남성) 스즈키 나오코(여성)       |                 |                                    |
| 2014-15년   | 다카세 코조(남성) 스즈키 나오코(여성)       |                 |                                    |
| 2015-16년   | 아베 와타루(남성) 와쿠다 마유코(여성)       |                 |                                    |
| 2016-17년   | 아베 와타루(남성) 와쿠다 마유코(여성)       |                 |                                    |
| 2017-18년   | 다카세 코조(남성) 와쿠다 마유코(여성)       |                 |                                    |
| 2018-19년   | 다카세 코조(남성) 와쿠다 마유코(여성)       | 도쿄 스카이트리 | 다카세 코조 역대 남성 5번째 사회자 |

## 방송 중계
- TV : NHK 종합 텔레비전, NHK 월드 프리미엄 동시 방송 (23:45 ~ 00:15)
- 라디오 : NHK 라디오 제1방송 (23:45 ~ 00:45)

## 같이 보기
- NHK 홍백가합전
- 신년 전야